# Jeannot Ahoussou-Kouadio
Jeannot Ahoussou-Kouadio   (Raviart, 6 de març de 1951)és un polític de Costa d'Ivori que va ocupar el càrrec de Primer Ministre de Costa d'Ivori des del 13 de març fins al 21 de novembre de 2012. És membre del "Partit Democràtic de Costa d'Ivori - Reagrupament Democràtic Africà", el PDCI-RDA, partit liderat per l'ex president Henri Konan Bédié.) 